# Añora (ort)
Añora är en ort i Spanien.   Den ligger i provinsen Province of Córdoba och regionen Andalusien, i den centrala delen av landet, 250 km söder om huvudstaden Madrid. Añora ligger 621 meter över havet och antalet invånare är 1 521.
Terrängen runt Añora är platt. Runt Añora är det ganska glesbefolkat, med 38 invånare per kvadratkilometer. Närmaste större samhälle är Pozoblanco, 6,1 km sydost om Añora. Trakten runt Añora består till största delen av jordbruksmark.